# Juliane Henningsen
Juliane Henningsen, (født 1984 og opvokset i Ilulissat) er en grønlandsk studerende og medlem af Grønlands Landsting med bopæl i Sisimiut. Hun er datter af køkkenassistent Ellen Kruse og maler Niels Henningsen, Sisimiut.
Allerede som 14 årig, skrev hun sit første læserbrev til Grønlandsposten og fulgte med i nyhederne. Efter i 2001 at have afsluttet folkeskolen i Ilulissat tog hun som 17-årig til Ågård Efterskole ved Egtved, hvor hun det følgende år tog 10. klasses afgangseksamen. De følgende tre år tog hun studentereksamen i Aasiaat, hvor hun som hovedopgave skrev om grønlandsk selvstyre og selvstændighed.
2005 studerede hun administration på Ilisimatusarfik (Grønlands Universitet). 2005 fik hun orlov og blev valgt ind i det grønlandske Landsting, hvor hun repræsenter partiet Inuit Ataqatigiit (IA). 
Ved folketingsvalget den 13. november 2007 blev hun som en af de yngste valgt ind i Folketinget med 5.168 personlige stemmer. Hun var i Folketinget medlem af Den Nordatlantiske Gruppe.

## Medlem af udvalg i Landstinget
(før orlov) 
- Kultur, Uddannelse og Forskningsudvalg 2005-2007
- Skatte og afgiftsudvalg 2007-?
- Sundhedsudvalget 2005-2007
- Vestnordisk Råd 2005-2007
- Miljø og fredningsudvalget (et par måneder i) 2007

## Tillidshverv
- Sekretær i IA's Landsorganisation
- Sekretær i IA Ungdoms Landsorganisation
- 2006-2007 medlem af forretningsudvalget i "Sorlak" (Grønlands Ungdoms Fællesråd )
- Medlem af det grønlandske Landsting for Inuit Ataqatigiit fra 2005 (orlov fra 1. jan. 2008).
- Medlem af Forretningsudvalget i Sorlak 2006-2007.
- Sekretær i Inuit Ataqatigiits landsorganisation og medlem af forretningsudvalget. *Sekretær i Inuit Ataqatigiits Ungdoms landsorganisation.
- Medlem af Arktiske Parlamentarikere

## Folketinget
- Folketingsmedlem for Inuit Ataqatigiit i Grønland fra 13. nov 2007
- Medlem af Miljø- og Planlægningsudvalget
- Medlem af Udvalget vedr. Grønlandske forhold
- Medlem af Udenrigspolitisk Nævn
- Medlem af Nordisk Råd (stedfortræder)